# Totua gracilipes
Genre
Espèce
Totua gracilipes, unique représentant du genre Totua, est une espèce d'araignées aranéomorphes de la famille des Linyphiidae.

## Distribution
Cette espèce est endémique du Rio Grande do Sul au Brésil,.

## Description
La femelle décrite par Millidge en 1991 mesure 2,35 mm.

## Publication originale
- Keyserling, 1891 : Die Spinnen Amerikas. Brasilianische Spinnen. Nürnberg, vol. 3, p. 1-278 (texte intégral).